# Rixie
Rixie é uma comunidade não incorporada no condado de Lander, estado do Nevada nos Estados Unidos. Está rodeada por 14 picos montanhosos.